# Epopeya de Mwindo
La Epopeya de Mwindo es un cuento oral  del Congo contado por el pueblo Nyanga. Los orígenes y creación de la epopeya son en su mayoría desconocidos puesto que se trata de una historia de tradición oral. La primera versión escrita de Mwindo fue recogida por Daniel Biebuyck y publicado por University of California Press en 1969.

## Puesta en escena
La epopeya se diferencia de otros mitos orales típicos en que no es sólo narrada, sino representada en reuniones de lugareños. El mito es contado mayoritariamente por un bardo sosteniendo una maraca hecha a partir de un mate, acompañado de varias campanas y cosas ruidosas. Para contar la historia correctamente el bardo representa todas las partes y no se refrena de ser muy animado en sus bailes y manerismos. No es inusual que el bardo agregue alguna narrativa no nativa a la historia detallando su vida y sus experiencias personales. El narrador es normalmente acompañado por cuatro hombres más jóvenes que tocan un instrumentos de percusión.
La participación de la audiencia es importante. El público a menudo canta junto con el narrador y los percusionistas durante las canciones y repite pasajes de la historia durante las pausas de narrador entre secciones. El bardo es agradecido a menudo por la audiencia con aplausos, gritos y regalos.

## Interpretaciones
Como con cualquier mito oral hay muchas interpretaciones diferentes entre las distintas versiones. Cuando el narrador añade su propia historia propia al relato, normalmente enfatiza ciertas partes de modo que parezca más pertinente al punto está intentando hacer. Este énfasis puede ser seguido por bardos futuros, pero cada bardo suele narrar historia desde una perspectiva personal. Según Biebuyck, las variaciones en la historia son esperadas y bienvenidas por la audiencia.